# 경기창조경제혁신센터
경기창조경제혁신센터(京畿創造經濟革新센터, Gyeonggi Center for Creative Economy & Innovation)는 정부·지방자치단체·민간 간 협력을 통한 창조경제 실현 및 확산에 기여하기 위하여 설립된 재단법인이다. 경기도 성남시 분당구 삼평동 629 판교테크노밸리 공공지원센터 1층 및 5층에 있다.

## 관련 규정
- 창조경제 민관협의회 등의 설치 및 운영에 관한 규정[4]

## 연혁
- 2015년 3월 20일 경기창조경제혁신센터 법인설립 허가 및 경기창조경제혁신센터 출범식 개최[5]
- 2015년 3월 27일 경기창조경제혁신센터 법인등기 완료

## 조직

### 경기창조경제혁신센터장

#### 혁신지원본부
- 기획팀
- 혁신지원팀
- 재무회계팀

#### 전략사업본부
- 오픈이노베이션팀
- 전략투자팀
- 사업개발팀

#### 성장사업본부
- 창업존팀
- 초기사업팀
- 도약사업팀

## 같이 보기
- 민관합동창조경제추진단
- 서울창조경제혁신센터
- 인천창조경제혁신센터
- 강원창조경제혁신센터
- 세종창조경제혁신센터
- 충북창조경제혁신센터
- 대전창조경제혁신센터
- 충남창조경제혁신센터
- 전북창조경제혁신센터
- 광주창조경제혁신센터
- 빛가람창조경제혁신센터
- 전남창조경제혁신센터
- 대구창조경제혁신센터
- 경북창조경제혁신센터
- 부산창조경제혁신센터
- 울산창조경제혁신센터
- 경남창조경제혁신센터
- 제주창조경제혁신센터